# Super Taranta!
Super taranta ! est le sixième album studio du groupe de Gypsy punk Gogol Bordello. Produit par Victor Van Vugt, il est commercialisé sous le label Side on Dummy. Le visuel de la pochette représente le chanteur et guitariste Eugene Hütz en plein saut, derrière deux danseuses et sur fond vert fluo.

## Liste des pistes
1. Ultimate
2. Wonderlust King
3. Zina-Marina
4. Supertheory of Supereverything
5. Harem in Tuscany [Taranta]
6. Dub the Frequencies of Love
7. My Strange Uncles From Abroad
8. Tribal Connection
9. Forces of Victory
10. Alcohol
11. Suddenly… [I Miss Carpaty]
12. Your Country
13. American Wedding
14. Super Taranta!

## Musiciens
- Eugene Hütz : chant/guitare acoustique/fire buckets
- Sergey Ryabtzev : violon/back vocal
- Yuri Lemeshev : accordéon/back vocal
- Oren Kaplan : guitare/back vocal
- Eliot Ferguson : batterie/back vocal
- Thomas Gobena : basse/back vocal
- Pamela Jintana Racine : percussions/back vocal
- Elizabeth Sun : percussions/back vocal

## Musiciens additionnels
- Pedro Erazo : chant additionnel sur Forces of Victory
- Piroshka Rac : chant additionnel sur Suddenly… [I Miss Carpaty]
- Ben Holmes : tuba
- John Carlson : tuba
- Jacob Garchik : tuba baryton
- Curtis Haaselbring : trombone
- Matt Moran : bubanj

## À voir aussi
- Gogol Bordello
- Eugene Hütz
- Site officiel